# Arroyo de la Agraciada
Der Arroyo de la Agraciada ist ein kleiner Flusslauf in Uruguay.
Er entspringt auf dem Gebiet des Departamento Soriano in der Cuchilla de San Salvador westlich der Stadt Agraciada. Von dort verläuft er in nordwestlicher Richtung, unterquert die Ruta 21 und mündet schließlich einige Kilometer nördlich der Stadt Nueva Palmira in den Río Uruguay. Er gehört zum La-Plata-Einzugsgebiet.